# Афонин, Михаил Яковлевич
Михаи́л Я́ковлевич Афо́нин (2 февраля 1912, Донецкая область — 25 ноября 1981, Красный Луч, Ворошиловградская область) — управляющий трестом «Шахтёрскантрацит»; Герой Социалистического Труда (1957).

## Биография
Родился 2 февраля 1912 года на территории нынешней Донецкой области в русской шахтёрской семье.
С 1928 года работал разнорабочим. С 1935 года, по окончании Донецкого горного института — помощник начальника участка, начальник участка, помощник главного инженера, главный инженер шахты Донецкого угольного бассейна.
В годы войны — начальник шахты, начальник угольного разреза на Урале. В 1942 году принят в ВКП(б).
В 1946—1952 годы работал управляющим трестом, начальником комбината «Хабаровскуголь» в Хабаровске, в 1952—1958 — управляющим трестом «Шахтёрскантрацит» в Сталинской области. В 1957 году удостоен звания Героя Социалистического труда.
В 1958—1969 годы работал в комбинате «Донбассантрацит» (Красный Луч).
Выйдя на пенсию в 1969 году, жил в городе Красный Луч. Умер 26 ноября 1981 года.

## Награды
- орден Ленина (20.10.1943)
- Герой Социалистического Труда (медаль «Серп и Молот» № 7706 и орден Ленина; 26.4.1957) — за выдающиеся успехи, достигнутые в деле развития угольной промышленности в годы пятой пятилетки и в 1956 году
- две медали «За трудовое отличие» (17.2.1939, 28.10.1949)
- медаль «За трудовую доблесть» (16.9.1952)[1].
- Сталинская премия третьей степени (1946) — за коренные усовершенствования открытых разработок угольных пластов, обеспечившие значительное повышение производительности труда и рост добычи угля